# Paciano
Paciano is een gemeente in de Italiaanse provincie Perugia (regio Umbrië) en telt 974 inwoners (31-12-2004). De oppervlakte bedraagt 16,8 km², de bevolkingsdichtheid is 58 inwoners per km².

## Demografie
Paciano telt ongeveer 409 huishoudens. Het aantal inwoners steeg in de periode 1991-2001 met 3,3% volgens cijfers uit de tienjaarlijkse volkstellingen van ISTAT.
| Jaar | Inwoneraantal |
| ---- | ------------- |
| 1991 | 923           |
| 2001 | 953           |

## Geografie
De gemeente ligt op ongeveer 391 m boven zeeniveau.
Paciano grenst aan de volgende gemeenten: Panicale, Città della Pieve, Castiglione del Lago, Piegaro.